# Fábrica de Pirotecnia Militar de Sevilla

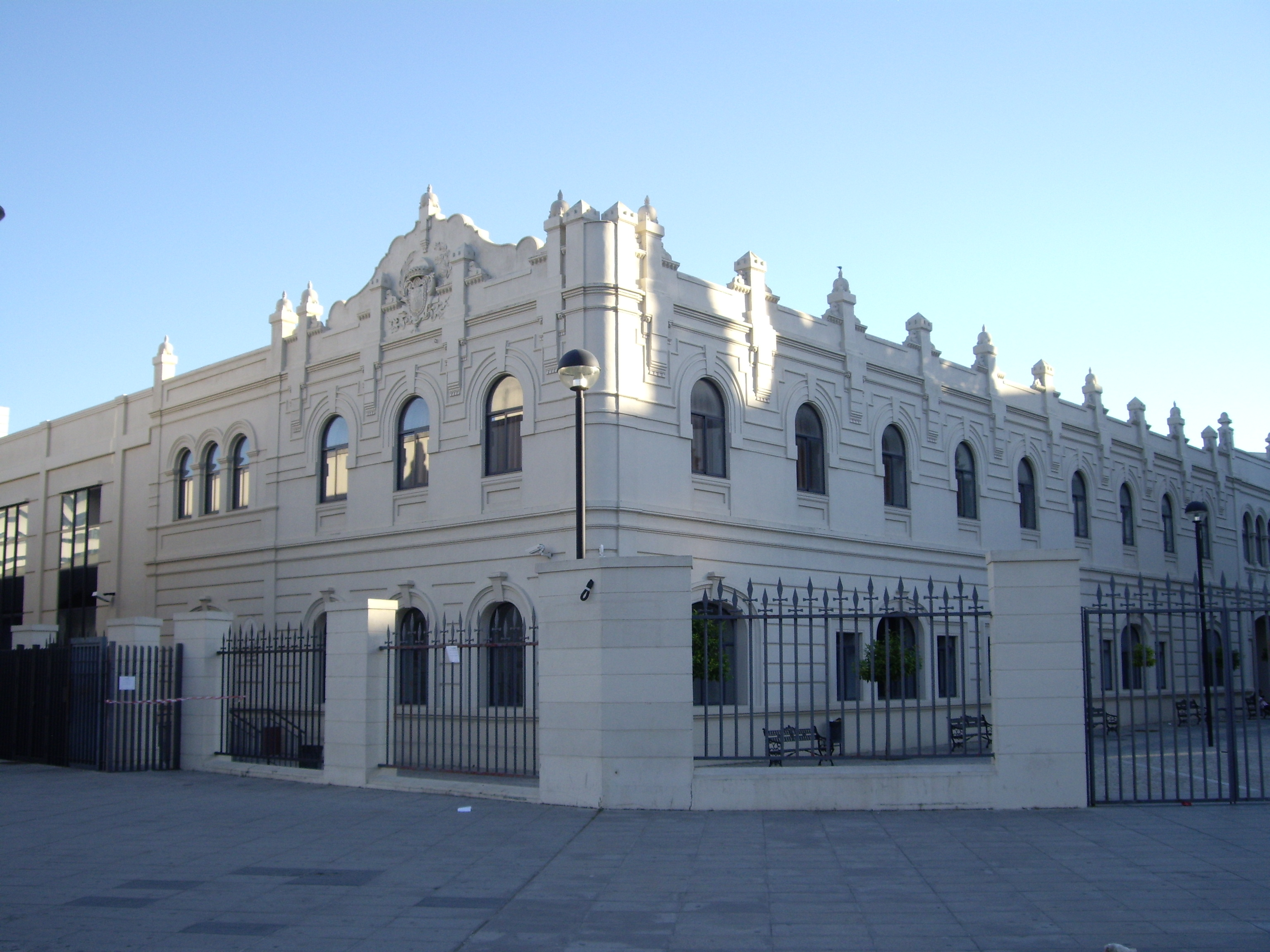
Fábrica de Pirotecnia Militar de Sevilla 2013

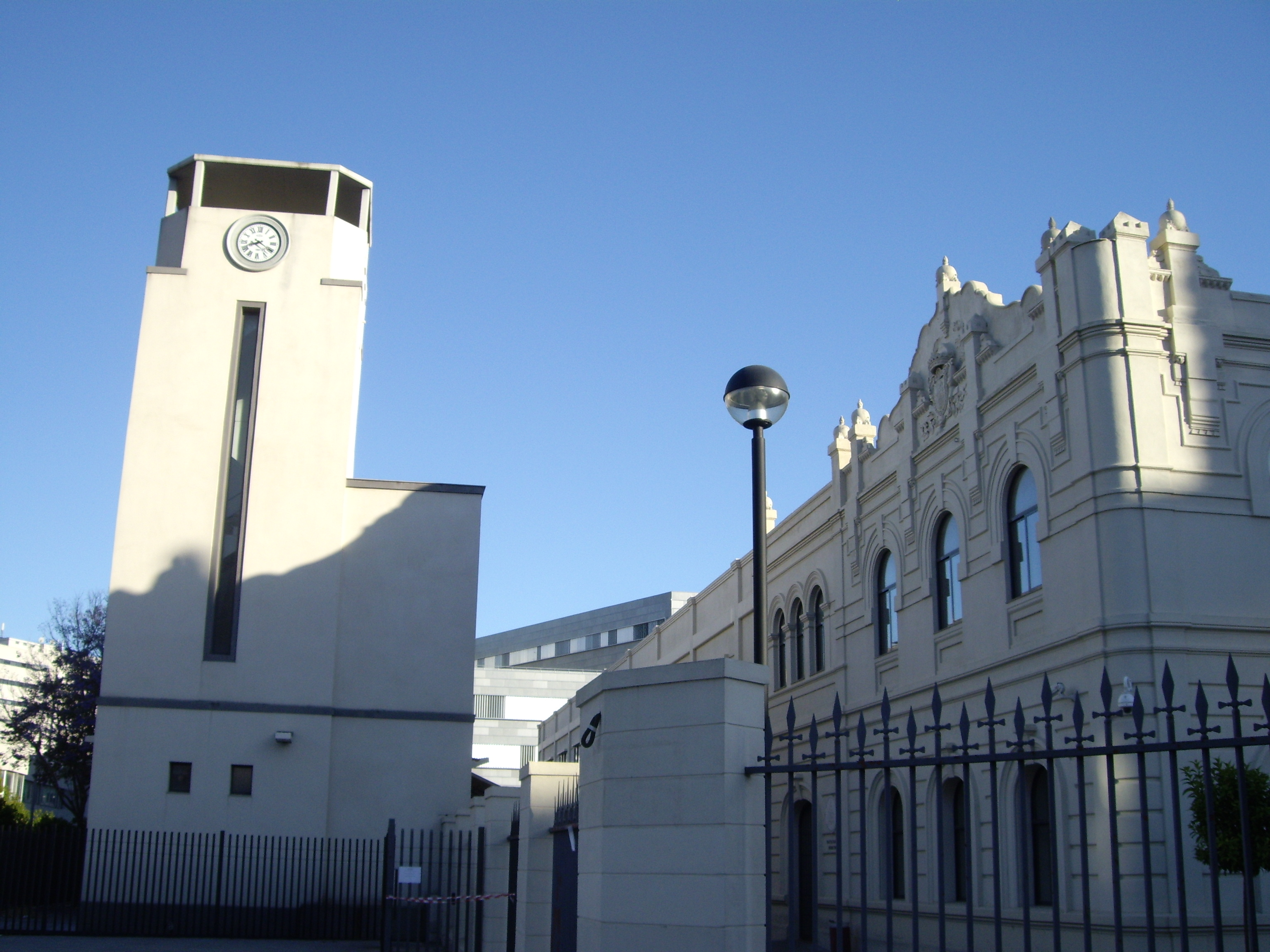
Torre del Reloj

Die Fábrica de Pirotecnia Militar de Sevilla (Kurzbezeichnung: Pirotecnia) ist eine historische Fabrikanlage im Barrio de San Bernardo in Sevilla, der Hauptstadt der Autonomen Region Andalusien.
Die Fabrik mit einer Fläche von rund 72.000 m² wurde zwischen 1847 und 1849 vom Ingenieur Manuel Portillo Navarrete im Auftrag des spanischen Chemieunternehmers Francisco Cros zur Produktion von Munition erbaut. Ab 1910 wurden auch Düngemittel produziert. In der Produktion waren fast nur Frauen beschäftigt. Der Produktionsumfang umfasste Munition aller Waffenkaliber für Pistolen, Gewehre und Kanonen. 1930 übernahm die San Carlos Vasco-Andaluza S.A. die Fabrikation. 
Der Turm mit Uhr und einer Plattform für Wachpersonal wurde 1937 errichtet. 1940 wurde durch den Architekten Juan Talavera y Heredia ein neues Zentralgebäude errichtet. Ab 1961 befand sich die Fabrik im Besitz der staatlichen Empresa Nacional Santa Bárbara de Industrias Militares. In Folge der Wirtschaftskrise nach dem Tode General Francisco Francos wurde die Produktion Ende der 1970er Jahre aufgegeben. 
Nach dem Verfall der Anlage wurde die Fabrik Anfang der 2000er Jahre komplett renoviert und ist seit 2008 Sitz der Fakultät für Rechtswissenschaften der Universidad de Sevilla, einer der größten staatlichen Universitäten in Spanien.